# Episodi de La leggenda di Jesse James
La prima e unica stagione della serie televisiva La leggenda di Jesse James (The Legend of Jesse James) è andata in onda negli Stati Uniti dal 13 settembre 1965 al 9 maggio 1966 sulla ABC.
| nº | Titolo originale                 | Prima TV USA      | Titolo italiano | Prima TV Italia |
| -- | -------------------------------- | ----------------- | --------------- | --------------- |
| 1  | Three Men from Now               | 13 settembre 1965 |                 |                 |
| 2  | The Dead Man's Hand              | 20 settembre 1965 |                 |                 |
| 3  | Put Me in Touch With Jesse       | 27 settembre 1965 |                 |                 |
| 4  | The Pursuers                     | 11 ottobre 1965   |                 |                 |
| 5  | The Raiders                      | 18 ottobre 1965   |                 |                 |
| 6  | Vendetta                         | 25 ottobre 1965   |                 |                 |
| 7  | The Quest                        | 1º novembre 1965  |                 |                 |
| 8  | The Judas Boot                   | 8 novembre 1965   |                 |                 |
| 9  | Jail Break                       | 15 novembre 1965  |                 |                 |
| 10 | One Too Many Mornings            | 22 novembre 1965  |                 |                 |
| 11 | Manhunt                          | 29 novembre 1965  |                 |                 |
| 12 | The Celebrity                    | 6 dicembre 1965   |                 |                 |
| 13 | The Man Who Was                  | 13 dicembre 1965  |                 |                 |
| 14 | The Widow Fay                    | 20 dicembre 1965  |                 |                 |
| 15 | The Man Who Killed Jesse         | 27 dicembre 1965  |                 |                 |
| 16 | The Empty Town                   | 3 gennaio 1966    |                 |                 |
| 17 | Reunion                          | 10 gennaio 1966   |                 |                 |
| 18 | The Colt                         | 17 gennaio 1966   |                 |                 |
| 19 | A Real Tough Town                | 24 gennaio 1966   |                 |                 |
| 20 | Return to Lawrence               | 31 gennaio 1966   |                 |                 |
| 21 | The Cave                         | 7 febbraio 1966   |                 |                 |
| 22 | South Wind                       | 14 febbraio 1966  |                 |                 |
| 23 | The Lonely Place                 | 21 febbraio 1966  |                 |                 |
| 24 | Wee Benjamin Bates               | 28 febbraio 1966  |                 |                 |
| 25 | The Chase                        | 7 marzo 1966      |                 |                 |
| 26 | Things Don't Just Happen         | 14 marzo 1966     |                 |                 |
| 27 | As Far as the Sea                | 21 marzo 1966     |                 |                 |
| 28 | 1863                             | 28 marzo 1966     |                 |                 |
| 29 | The Last Stand of Captain Hammel | 4 aprile 1966     |                 |                 |
| 30 | The Hunted and the Hunters       | 11 aprile 1966    |                 |                 |
| 31 | Dark Side of the Moon            | 18 aprile 1966    |                 |                 |
| 32 | A Field of Wild Flowers          | 25 aprile 1966    |                 |                 |
| 33 | Wanted: Dead Only                | 2 maggio 1966     |                 |                 |
| 34 | A Burying for Rosey              | 9 maggio 1966     |                 |                 |

## Three Men from Now
- Prima televisiva: 13 settembre 1965
- Diretto da: James B. Clark
- Scritto da: Anthony Spinner

### Trama
- Guest star: Robert McQueeney (Haynes), Virginia Gregg (Mrs. Haynes), Buff Brady (Leek), Robert Random (Jeremy), Jack Elam (Deacon), David Carlisle (Peters)

## The Dead Man's Hand
- Prima televisiva: 20 settembre 1965
- Diretto da: James B. Clark
- Scritto da: Samuel A. Peeples

### Trama
- Guest star: William Phipps (Buck), John Mitchum (barista), Buck Taylor (John Bedford), Susan Lee Albert (Dobie Bedford), Richard Travis (Al Hoyt), Lloyd Bochner (Charles Jennings)

## Put Me in Touch With Jesse
- Prima televisiva: 27 settembre 1965
- Diretto da: Christian Nyby
- Scritto da: Samuel A. Peeples

### Trama
- Guest star: Michael Anderson Jr. (Cuss Pritchard), Tom Fadden (conducente), Roy N. Sickner (Clell Miller)

## The Pursuers
- Prima televisiva: 11 ottobre 1965
- Diretto da: Greg Oswald
- Scritto da: Samuel A. Peeples

### Trama
- Guest star: Dennis Cross (Meager), Kathleen O'Malley (Mrs. Bentley), Willard Sage (Vince), Ayllene Gibbons (Maybelle), Rory Stevens (Timmy), Joe McGuinn (negoziante), Eddie Firestone (Caleb Bentley)

## The Raiders
- Prima televisiva: 18 ottobre 1965
- Diretto da: Robert Totten
- Scritto da: Samuel A. Peeples

### Trama
- Guest star: Peter Whitney (Quantrill), Warren Vanders (Jim Dancer), Carol Brewster (Stella)

## Vendetta
- Prima televisiva: 25 ottobre 1965
- Diretto da: Christian Nyby
- Scritto da: Samuel A. Peeples, Sam Ross

### Trama
- Guest star: Lyle Talbot (Warden), Sam Gilman (Granger), James Anderson (Wallace), Gene Evans (Jake Burnett)

## The Quest
- Prima televisiva: 1º novembre 1965
- Diretto da: Herschel Daugherty
- Scritto da: Samuel A. Peeples

### Trama
- Guest star: Tristram Coffin (Whicher), Richard H. Cutting (Woodson James), Marie Windsor (Queenie), Chanin Hale (Marie), Joe Higgins (barista), John Cassavetes (Blackie Dolan)

## The Judas Boot
- Prima televisiva: 8 novembre 1965
- Diretto da: Allen H. Miner
- Scritto da: Samuel A. Peeples

### Trama
- Guest star: Rusty Wescoatt (maniscalco), John Dennis (Brad Curtis), Richard Reeves (Dan Mitchell), Zalman King (Cincy)

## Jail Break
- Prima televisiva: 15 novembre 1965
- Diretto da: Herschel Daugherty
- Scritto da: Samuel A. Peeples

### Trama
- Guest star: Royal Dano (secondino), Don Haggerty (Steele)

## One Too Many Mornings
- Prima televisiva: 22 novembre 1965
- Diretto da: Robert Totten
- Scritto da: Denne Bart Petitclerc

### Trama
- Guest star: Douglas Kennedy (Ben Todd), Edith Atwater (Sarah Todd), Dal Jenkins (Amos Todd), Larry D. Mann (sergente)

## Manhunt
- Prima televisiva: 29 novembre 1965
- Diretto da: Don Siegel
- Scritto da: William Riley Burnett, Nunnally Johnson

### Trama
- Guest star: Woodrow Parfrey (Clagett), John Marley (John Wills), Zeme North (Zee Wills)

## The Celebrity
- Prima televisiva: 6 dicembre 1965
- Diretto da: Robert Totten
- Scritto da: Samuel A. Peeples

### Trama
- Guest star: Harry Carey, Jr. (Kane), Merrie Spaeth (Ellie Lou Kane), Shug Fisher (barbiere), Ken Mayer (sceriffo), Jan Merlin (impostore), Guy Wilkerson (barista)

## The Man Who Was
- Prima televisiva: 13 dicembre 1965
- Diretto da: Harry Harris
- Scritto da: Samuel A. Peeples

### Trama
- Guest star: Robert F. Simon (Billy Clarke)

## The Widow Fay
- Prima televisiva: 20 dicembre 1965
- Diretto da: Allen H. Miner
- Scritto da: Samuel A. Peeples

### Trama
- Guest star: Robert Osterloh (sceriffo), Stanley Adams (Blake), Ann Sothern (Widow Fay)

## The Man Who Killed Jesse
- Prima televisiva: 27 dicembre 1965
- Diretto da: Tay Garnett
- Scritto da: Samuel A. Peeples

### Trama
- Guest star: Alvy Moore (Joe T. Alcorn), Tom Tully (Doc Pierson), Del Monroe (Tron), Charles Seel (anziano)

## The Empty Town
- Prima televisiva: 3 gennaio 1966
- Diretto da: Tay Garnett
- Scritto da: Samuel A. Peeples

### Trama
- Guest star: Nehemiah Persoff (El Carnicero), Míriam Colón (Theresa), Mike De Anda (Jose)

## Reunion
- Prima televisiva: 10 gennaio 1966
- Diretto da: Robert Totten
- Scritto da: Samuel A. Peeples

### Trama
- Guest star: Christopher Dark (Swain), Gary Lockwood (Clint Bethard), Susan Strasberg (Ellen Bethard)

## The Colt
- Prima televisiva: 17 gennaio 1966
- Diretto da: James B. Clark
- Scritto da: Samuel A. Peeples

### Trama
- Guest star: Claude Akins (Harte), Kurt Russell (Elick Harte)

## A Real Tough Town
- Prima televisiva: 24 gennaio 1966
- Diretto da: Robert L. Friend
- Scritto da: Samuel A. Peeples

### Trama
- Guest star: Thom Carney (Meyers), Don Litner (O'Rourke), Gregg Palmer (Moose Walters), Emile Meyer (Cap Walters), Eva Monty (Dance Hall Gal), Tim Donnelly (Sonny Walters), Al Dunlap (Taylor), David Fresco (Toby), Paul Hartman (Bellows)

## Return to Lawrence
- Prima televisiva: 31 gennaio 1966
- Diretto da: James B. Clark
- Scritto da: Samuel A. Peeples

### Trama
- Guest star: George Kennedy (Blodgett), Jean Hale (Elizabeth), Strother Martin (Meeker)

## The Cave
- Prima televisiva: 7 febbraio 1966
- Diretto da: Maurice Vaccarino
- Scritto da: Samuel A. Peeples

### Trama
- Guest star: Lou Procopio (Clay), Claude Casey (Humphrey), Robert Yuro (Pete Hicks), Peter Helm (Zeb Hicks), Richard Chambers (uomo con fucile)

## South Wind
- Prima televisiva: 14 febbraio 1966
- Diretto da: Robert L. Friend
- Scritto da: Mort R. Lewis

### Trama
- Guest star: Mickey Shaughnessy (Ab Truxton), J. Pat O'Malley (Dooley), Dennis Hopper (Jud Salt), Whitney Blake (Ina Stevens), Dean Smith (Deke), Armand Alzamora (Clell Miller), David Richards (Jim Younger), Warren Stevens (sceriffo Boyd Stevens)

## The Lonely Place
- Prima televisiva: 21 febbraio 1966
- Diretto da: Curtis Harrington
- Scritto da: Samuel A. Peeples

### Trama
- Guest star: Sondra Blake (Linda Davis), Alan Baxter (sceriffo Pat Davis), Sally Kellerman (Kate Mason), Albert Salmi (Paul Mason)

## Wee Benjamin Bates
- Prima televisiva: 28 febbraio 1966
- Diretto da: Richard Colla
- Scritto da: Samuel A. Peeples

### Trama
- Guest star: Hank Patterson (Porter), Robert G. Anderson (sceriffo), Natalie Masters (Mrs. Becker), Duncan McLeod (Darby Craile), Patrick Creamer (ragazzino), Jennifer Reilly (bambina), Holly Bane (prigioniero), Liam Redmond (Benjamin Bates)

## The Chase
- Prima televisiva: 7 marzo 1966
- Diretto da: Harold Schuster
- Scritto da: Samuel A. Peeples

### Trama
- Guest star: Charles Bronson (Cheyney)

## Things Don't Just Happen
- Prima televisiva: 14 marzo 1966
- Diretto da: Anton Leader
- Scritto da: Samuel A. Peeples

### Trama
- Guest star: Kevin O'Neil (Jimmy Andrews), Sydney Smith (pagatore), Vaughn Taylor (Clayton), Regis Toomey (Reed), Jan Peters (sceriffo), Victor Jory (giudice Parker)

## As Far as the Sea
- Prima televisiva: 21 marzo 1966
- Diretto da: Robert L. Friend
- Scritto da: Samuel A. Peeples

### Trama
- Guest star: John Carradine (Noah), David Richards (Jim Younger), Todd Martin (guardia diligenza)

## 1863
- Prima televisiva: 28 marzo 1966
- Diretto da: Harmon Jones
- Scritto da: Samuel A. Peeples

### Trama
- Guest star: J. Edward McKinley (Jason Smith), Don 'Red' Barry (Daniels), Rex Holman (Finn Davis), John Howard (dottor Samuel)

## The Last Stand of Captain Hammel
- Prima televisiva: 4 aprile 1966
- Diretto da: Larry Peerce
- Scritto da: Frederick Louis Fox

### Trama
- Guest star: Joseph Wiseman (capitano Hamel)

## The Hunted and the Hunters
- Prima televisiva: 11 aprile 1966
- Diretto da: John Peyser
- Scritto da: Samuel A. Peeples

### Trama
- Guest star: Glenn Corbett (Luke Canby), John Anderson (Moss Canby), Ted Jacques (Mitchum)

## Dark Side of the Moon
- Prima televisiva: 18 aprile 1966
- Diretto da: Alex Nicol
- Scritto da: Samuel A. Peeples

### Trama
- Guest star: Barry Cahill (Henry Shepard), David Richards (Jim Younger), Kevin Tate (Jamie Shepard), Ann Williams (Emily Rutledge), David Perna (Rare Butler), Christopher Milo (Cally), Robert Doyle (Beau Tamblyn)

## A Field of Wild Flowers
- Prima televisiva: 25 aprile 1966
- Diretto da: Joseph Pevney
- Scritto da: Ronald Cohen

### Trama
- Guest star: Jeffrey Hunter (Jeremy Thrallkill), Michael Burns (Billy Dawson), Harold Stone (sergente Foy), Chuck Courtney (Trooper Thorn)

## Wanted: Dead Only
- Prima televisiva: 2 maggio 1966
- Diretto da: Robert L. Friend
- Scritto da: Samuel A. Peeples

### Trama
- Guest star: John McLiam (Perkins), Kay Stewart (vedova), Kelly Thordsen (McCoy), E. J. Andre (giudice Dawson), Slim Pickens (sceriffo Homer Brinks)

## A Burying for Rosey
- Prima televisiva: 9 maggio 1966
- Diretto da: Joseph Pevney
- Scritto da: Samuel A. Peeples

### Trama
- Guest star: Mariette Hartley (Polly Dockery), Kevin McCarthy (sceriffo Dockery), Walter Burke (Smiley Jaspers), Pamelyn Ferdin (Rosey Bryant), Harry Swoger (stalliere)